# راهبرد جبرانی
راهبرد جبرانی (به انگلیسی: Offset strategy) اصطلاحی در نظام دفاعی ایالات متحده آمریکا است مبنی بر اینکه آمریکا به‌جای تقویت توانمندی‌های دفاعی-نظامی خود در حوزه‌هایی که رقیب/حریف/دشمن این کشور دارای توانمندی‌های نسبی است، باید به سمت آن دسته از ابزاری برود که سرمایه‌گذاری در آن‌ها باعث تغییر صحنه رقابتی به سود آمریکا شود. از دهه ۱۹۵۰ میلادی، ایالات متحده آمریکا دو نسل از راهبردهای کلان در حوزه دفاعی تحت عنوان راهبرد جبرانی را پشت سر گذاشته است و در حال حاضر ساختار دفاعی کشور را برای ورود و تکمیل راهبرد جبرانی سوم آماده می‌کند.

## راهبرد جبرانی اول
نخستین راهبرد جبرانی آمریکا مربوط به دهه ۱۹۵۰ میلادی و در اثنای تقابل این کشور با شوروی در جنگ سرد است. در آن زمان، این دیدگاه در سطح حاکمیت آمریکا به وجود آمد که تنها عامل تضعیف پیمان ورشو (بلوک شرق) برتری آمریکا در حوزه سلاح‌های هسته‌ای است. این استراتژی ضمن تغییر نگرش‌ها از سلاح‌های متعارف به سلاح‌های هسته‌ای و تبدیل آمریکا به یک بازیگر برخوردار از مزیت غیرمتقارن نسبت به شوروی، زمینه‌ساز بازدارندگی این کشور را فراهم آورد.

## راهبرد جبرانی دوم
دومین راهبرد جبرانی آمریکا مربوط به دهه ۱۹۸۰ میلادی است؛ دوره‌ای که شوروی نیز در حوزه تسلیحات هسته‌ای هم‌تراز با آمریکا شده بود؛ لذا، الزامات راهبردی ایجاب می‌کرد که آمریکا استراتژی جبرانی دوم را اتخاذ نماید. در این استراتژی که تقریباً تا اوایل دهه جاری استمرار داشته است، تنوع، پیچیدگی و دقت تسلیحات در دستورکار آمریکا قرار گرفت تا بتواند برتری کیفی خود نسبت به رقبا/حریفان/دشمنان را حفظ نماید. انواع هواپیماهای بدون سرنشین (پهپاد)، جنگنده‌های رادار گریز، موشک‌های قاره‌پیما و نظایر آن در کنار به‌روزرسانی و دقیق‌تر کردن آن‌ها مصداق‌های بارز استراتژی جبرانی دوم آمریکا به‌منظور برتری دفاعی-نظامی در قالب تسلیحات متعارف نسبت به قدرت‌های متخاصم بوده است.
تحقق موفقیت‌آمیز راهبردهای جبرانی آمریکا به‌منزله تضعیف توانمندی بالفعل طرف مقابل بوده و متعاقباً هزینه‌های عکس‌العمل و واکنش رقیب/حریف/دشمن نسبت به تحرکات آمریکا را افزایش می‌دهد. یگانه عامل تأثیرگذار در برتری دفاعی-نظامی آمریکا علیه رقبا/حریفان/دشمنان در طول اجرای سه راهبرد جبرانی از دهه ۱۹۵۰ تا به امروز، برخورداری و بهره‌مندی از مؤلفه فناوری بوده است.

## راهبرد جبرانی سوم
دو عامل کاهش منابع مالی وزارت دفاع آمریکا و تحلیل برتری آمریکا در حوزه سلاح‌های متعارف با فناوری بالا که در سه دهه گذشته سرمایه عظیمی صرف تقویت آن شده، باعث حرکت این کشور به سمت اتخاذ سومین راهبرد جبرانی شده است. نکته جالب آنکه مسئول بخش تحقیق و مهندسی وزارت دفاع آمریکا در جلسه استماع سنای آمریکا مورخ ۱۲ آوریل ۲۰۱۶ (۲۴ فروردین ۱۳۹۵) اذعان می‌کند که قدرت‌نمایی نظامی روسیه در کارزار سوریه، مهر پایانی بر استراتژی جبرانی دوم بوده است(۲)، بدین معنی که کشورهای دیگر توانسته‌اند که سطح توانمندی دفاعی-نظامی خود را هم‌تراز با توانمندی‌های پنتاگون کرده و برتری کیفی ایالات متحده در حوزه دفاعی-نظامی را با چالش روبه‌رو سازند.
هدف ایالات متحده آمریکا از پیگیری استراتژی جبرانی سوم (همانند دو راهبرد پیشین) برتری کیفی این کشور در حوزه‌های دفاعی-نظامی علیه رقبا/حریفان/دشمنان است. همچنین، همانند دو راهبرد پیشین، مؤلفه «فناوری»، نقش اصلی در ایجاد مزیت برای آمریکا ایفا کرده و می‌کند.